# Panaxia junctasuffusa
Panaxia junctasuffusa là một loài bướm đêm thuộc phân họ Arctiinae, họ Erebidae.